# UEFA-Pokal 1992/93
Der UEFA-Pokal 1992/93 war die 22. Auflage des Wettbewerbs und wurde von Juventus Turin im Finale gegen Borussia Dortmund gewonnen. Das Hinspiel im Dortmunder Westfalenstadion gewann Juventus bereits mit 3:1. Im Rückspiel in Turin siegte Juventus mit 3:0.

## 1. Runde
|                          | Gesamt          |                          | Hinspiel | Rückspiel |
| ------------------------ | --------------- | ------------------------ | -------- | --------- |
| Hibernian Edinburgh      | (a)3:3(a)       | RSC Anderlecht           | 2:2      | 1:1       |
| Neuchâtel Xamax          | 3:6             | BK Frem Kopenhagen       | 2:2      | 1:4       |
| Fram Reykjavík           | 0:7             | 1. FC Kaiserslautern     | 0:3      | 0:4       |
| FC Floriana              | 2:8             | Borussia Dortmund        | 0:1      | 2:7       |
| 1. FC Köln               | 2:3             | Celtic Glasgow           | 2:0      | 0:3       |
| SM Caen                  | 3:4             | Real Saragossa           | 3:2      | 0:2       |
| Manchester United        | 0:0 (3:4 i. E.) | Torpedo Moskau           | 0:0      | 0:0 n. V. |
| Standard Lüttich         | 5:0             | FC Portadown             | 5:0      | 0:0       |
| Vitesse Arnheim          | 5:1             | Derry City               | 3:0      | 2:1       |
| Juventus Turin           | 10:10           | Anorthosis Famagusta     | 6:1      | 4:0       |
| Lokomotive Plowdiw       | 3:9             | AJ Auxerre               | 2:2      | 1:7       |
| GKS Katowice             | 1:2             | Galatasaray Istanbul     | 0:0      | 1:2       |
| FC Politehnica Timișoara | 1:5             | Real Madrid              | 1:1      | 0:4       |
| Dynamo Kiew              | (a)3:3(a)       | SK Rapid Wien            | 1:0      | 2:3       |
| Electroputere Craiova    | 00:10           | Panathinaikos Athen      | 0:6      | 0:4       |
| Benfica Lissabon         | 8:0             | NK Belvedur Izola        | 3:0      | 5:0       |
| FC Wacker Innsbruck      | 1:5             | AS Rom                   | 1:4      | 0:1       |
| Sigma Olmütz             | 3:1             | FC Universitatea Craiova | 1:0      | 2:1       |
| Fenerbahçe Istanbul      | 5:3             | Botew Plowdiw            | 3:1      | 2:2       |
| Grasshopper Club Zürich  | 4:3             | Sporting Lissabon        | 1:2      | 3:1 n. V. |
| Slavia Prag              | 3:4             | Heart of Midlothian      | 1:0      | 2:4       |
| Dynamo Moskau            | 5:3             | Rosenborg Trondheim      | 5:1      | 0:2       |
| KV Mechelen              | 2:1             | Örebro SK                | 2:1      | 0:0       |
| SV Austria Salzburg      | 1:6             | Ajax Amsterdam           | 0:3      | 1:3       |
| FC Valencia              | 1:6             | SSC Neapel               | 1:5      | 0:1       |
| FC Kopenhagen            | 10:10           | Mikkelin Palloilijat     | 5:0      | 5:1       |
| Widzew Łódź              | 02:11           | Eintracht Frankfurt      | 2:2      | 0:9       |
| Váci FC                  | 2:1             | FC Groningen             | 1:0      | 1:1       |
| IFK Norrköping           | 1:3             | AC Turin                 | 1:0      | 0:3       |
| Sheffield Wednesday      | 10:20           | Spora Luxemburg          | 8:1      | 2:1       |
| Paris Saint-Germain      | 5:0             | PAOK Thessaloniki        | 2:0      | 3:0       |
| Vitória Guimarães        | 3:2             | Real Sociedad            | 3:0      | 0:2       |

## 2. Runde
|                      | Gesamt |                         | Hinspiel | Rückspiel |
| -------------------- | ------ | ----------------------- | -------- | --------- |
| Borussia Dortmund    | 3:1    | Celtic Glasgow          | 1:0      | 2:1       |
| 1. FC Kaiserslautern | 5:3    | Sheffield Wednesday     | 3:1      | 2:2       |
| Panathinaikos Athen  | 0:1    | Juventus Turin          | 0:1      | 0:0       |
| Vitesse Arnheim      | 2:0    | KV Mechelen             | 1:0      | 1:0       |
| AS Rom               | 6:4    | Grasshopper Club Zürich | 3:0      | 3:4       |
| Fenerbahçe Istanbul  | 2:7    | Sigma Olmütz            | 1:0      | 1:7       |
| Eintracht Frankfurt  | 0:1    | Galatasaray Istanbul    | 0:0      | 0:1       |
| Benfica Lissabon     | 6:1    | Váci FC                 | 5:1      | 1:0       |
| RSC Anderlecht       | 7:2    | Dynamo Kiew             | 4:2      | 3:0       |
| Heart of Midlothian  | 0:2    | Standard Lüttich        | 0:1      | 0:1       |
| AJ Auxerre           | 7:0    | FC Kopenhagen           | 5:0      | 2:0       |
| Real Madrid          | 7:5    | Torpedo Moskau          | 5:2      | 2:3       |
| Vitória Guimarães    | 1:5    | Ajax Amsterdam          | 0:3      | 1:2       |
| SSC Neapel           | 0:2    | Paris Saint-Germain     | 0:2      | 0:0       |
| BK Frem Kopenhagen   | 1:6    | Real Saragossa          | 0:1      | 1:5       |
| AC Turin             | 1:2    | Dynamo Moskau           | 1:2      | 0:0       |

## 3. Runde
|                     | Gesamt    |                      | Hinspiel | Rückspiel |
| ------------------- | --------- | -------------------- | -------- | --------- |
| Ajax Amsterdam      | 3:0       | 1. FC Kaiserslautern | 2:0      | 1:0       |
| Borussia Dortmund   | 4:3       | Real Saragossa       | 3:1      | 1:2       |
| Paris Saint-Germain | (a)1:1(a) | RSC Anderlecht       | 0:0      | 1:1       |
| Standard Lüttich    | 3:4       | AJ Auxerre           | 2:2      | 1:2       |
| Dynamo Moskau       | 2:4       | Benfica Lissabon     | 2:2      | 0:2       |
| AS Rom              | 5:4       | Galatasaray Istanbul | 3:1      | 2:3       |
| Sigma Olmütz        | 1:7       | Juventus Turin       | 1:2      | 0:5       |
| Vitesse Arnheim     | 0:2       | Real Madrid          | 0:1      | 0:1       |

## Viertelfinale
|                  | Gesamt |                     | Hinspiel | Rückspiel |
| ---------------- | ------ | ------------------- | -------- | --------- |
| Real Madrid      | 4:5    | Paris Saint-Germain | 3:1      | 1:4       |
| AS Rom           | 1:2    | Borussia Dortmund   | 1:0      | 0:2       |
| AJ Auxerre       | 4:3    | Ajax Amsterdam      | 4:2      | 0:1       |
| Benfica Lissabon | 2:4    | Juventus Turin      | 2:1      | 0:3       |

## Halbfinale
|                   | Gesamt          |                     | Hinspiel | Rückspiel |
| ----------------- | --------------- | ------------------- | -------- | --------- |
| Borussia Dortmund | 2:2 (6:5 i. E.) | AJ Auxerre          | 2:0      | 0:2 n. V. |
| Juventus Turin    | 3:1             | Paris Saint-Germain | 2:1      | 1:0       |

## Finale

### Hinspiel
| Borussia Dortmund                          | Borussia Dortmund | Juventus Turin | Juventus Turin | Aufstellung                                        |
| ------------------------------------------ | --- | --- | -------------- | -------------------------------------------------- |
| Borussia Dortmund                          | \| 5. Mai 1993 in Dortmund (Westfalenstadion) \| \| Ergebnis: 1:3 (1:2) \| \| Zuschauer: 37.000 \| \| Schiedsrichter: Sándor Puhl ( Ungarn) \|                                                                                               | \| 5. Mai 1993 in Dortmund (Westfalenstadion) \| \| Ergebnis: 1:3 (1:2) \| \| Zuschauer: 37.000 \| \| Schiedsrichter: Sándor Puhl ( Ungarn) \| | Juventus Turin | Aufstellung Borussia Dortmund gegen Juventus Turin |
| Borussia Dortmund                          | Stefan Klos – Uwe Grauer, Bodo Schmidt, Stefan Reuter, Michael Lusch, Michael Zorc (70. Steffen Karl), Thomas Franck (46. Frank Mill), Gerhard Poschner, Knut Reinhardt, Michael Rummenigge, Stéphane Chapuisat Cheftrainer: Ottmar Hitzfeld | Angelo Peruzzi – Massimo Carrera, Marco De Marchi, Dino Baggio, Jürgen Kohler, Júlio César, Antonio Conte, Giancarlo Marocchi, Gianluca Vialli, Roberto Baggio (76. Paolo Di Canio), Andreas Möller (88. Roberto Galia) Cheftrainer: Giovanni Trapattoni | Juventus Turin | Aufstellung Borussia Dortmund gegen Juventus Turin |
| Borussia Dortmund                          | 1:0 Michael Rummenigge (2.) | 1:1 Dino Baggio (27.) 1:2 Roberto Baggio (30.) 1:3 Roberto Baggio (74.) | Juventus Turin | Aufstellung Borussia Dortmund gegen Juventus Turin |
| Borussia Dortmund                          | Michael Rummenigge | Antonio Conte, Giancarlo Marocchi | Juventus Turin | Aufstellung Borussia Dortmund gegen Juventus Turin |
| 5. Mai 1993 in Dortmund (Westfalenstadion) | | |                |                                                    |
| Ergebnis: 1:3 (1:2)                        | | |                |                                                    |
| Zuschauer: 37.000                          | | |                |                                                    |
| Schiedsrichter: Sándor Puhl ( Ungarn)      | | |                |                                                    |

### Rückspiel
| Juventus Turin                                   | Juventus Turin | Borussia Dortmund | Borussia Dortmund | Aufstellung                                        |
| ------------------------------------------------ | --- | --- | ----------------- | -------------------------------------------------- |
| Juventus Turin                                   | \| 19. Mai 1993 in Turin (Stadio delle Alpi) \| \| Ergebnis: 3:0 (2:0) \| \| Zuschauer: 67.781 \| \| Schiedsrichter: John Blankenstein ( Niederlande) \| | \| 19. Mai 1993 in Turin (Stadio delle Alpi) \| \| Ergebnis: 3:0 (2:0) \| \| Zuschauer: 67.781 \| \| Schiedsrichter: John Blankenstein ( Niederlande) \|                                                                                 | Borussia Dortmund | Aufstellung Juventus Turin gegen Borussia Dortmund |
| Juventus Turin                                   | Angelo Peruzzi – Massimo Carrera, Moreno Torricelli (66. Paolo Di Canio), Marco De Marchi, Jürgen Kohler, Júlio César, Roberto Galia, Dino Baggio, Gianluca Vialli (80. Fabrizio Ravanelli), Roberto Baggio , Andreas Möller Cheftrainer: Giovanni Trapattoni | Stefan Klos – Ned Zelic, Bodo Schmidt, Michael Schulz, Stefan Reuter (65. Michael Lusch), Michael Rummenigge (43. Thomas Franck), Steffen Karl, Gerhard Poschner, Knut Reinhardt, Lothar Sippel, Frank Mill Cheftrainer: Ottmar Hitzfeld | Borussia Dortmund | Aufstellung Juventus Turin gegen Borussia Dortmund |
| Juventus Turin                                   | 1:0 Dino Baggio (5.) 2:0 Dino Baggio (43.) 3:0 Andreas Möller (65.) | | Borussia Dortmund | Aufstellung Juventus Turin gegen Borussia Dortmund |
| Juventus Turin                                   | Marco De Marchi, Roberto Gallia | Ned Zelic | Borussia Dortmund | Aufstellung Juventus Turin gegen Borussia Dortmund |
| 19. Mai 1993 in Turin (Stadio delle Alpi)        | | |                   |                                                    |
| Ergebnis: 3:0 (2:0)                              | | |                   |                                                    |
| Zuschauer: 67.781                                | | |                   |                                                    |
| Schiedsrichter: John Blankenstein ( Niederlande) | | |                   |                                                    |

## Beste Torschützen
| Rang | Spieler         | Klub                 | Tore |
| ---- | --------------- | -------------------- | ---- |
| 1    | Gérald Baticle  | AJ Auxerre           | 8    |
| 2    | George Weah     | Paris Saint-Germain  | 7    |
| 3    | Daniel Fonseca  | SSC Neapel           | 6    |
|      | Marcel Witeczek | 1. FC Kaiserslautern | 6    |
|      | Roberto Baggio  | Juventus Turin       | 6    |
| 6    | Anthony Yeboah  | Eintracht Frankfurt  | 5    |
|      | Fernando Hierro | Real Madrid          | 5    |
|      | Isaías          | Benfica Lissabon     | 5    |
|      | Iván Zamorano   | Real Madrid          | 5    |
|      | Dino Baggio     | Juventus Turin       | 5    |
|      | Gianluca Vialli | Juventus Turin       | 5    |

## Eingesetzte Spieler Juventus Turin
| Juventus Turin | |
| Juventus Turin | - Tor: Angelo Peruzzi (10/-); Michelangelo Rampulla (2/-) - Abwehr: Jürgen Kohler (11/2); Massimo Carrera (11/-); Moreno Torricelli (10/1); Júlio César (7/-); Nicola Ragagnin (1/-); Luigi Sartor (1/-) - Mittelfeld: Roberto Galia (11/-); Andreas Möller (10/4); Antonio Conte (10/1); Dino Baggio (9/5); Marco De Marchi (8/-); David Platt (6/1); Giancarlo Marocchi (4/-) - Sturm: Gianluca Vialli (10/5); Roberto Baggio (9/6); Paolo Di Canio (9/-); Fabrizio Ravanelli (8/3); Pierluigi Casiraghi (5/3) - Trainer: Giovanni Trapattoni |